# Departamento de Angol
El Departamento de Angol es una antigua división territorial de Chile. La cabecera del departamento fue Angol. 
Fue creado el 15 de julio de 1869 junto con el departamento de Lebu y Departamento de Imperial, como departamentos de colonización y dependía de la provincia de Arauco. Se formó a partir de la subdelegación 7ª, Angol del antiguo Departamento de Nacimiento.
Con la ley de 13 de octubre de 1875, la antigua Provincia de Arauco se divide en tres:
- se crea la nueva Provincia de Arauco, integrada por el Departamento de Lebu, el Departamento de Arauco y el Departamento de Imperial, que se ubican poniente de la Cordillera de Nahuelbuta; y
- se crea la Provincia de Biobío, integrada por el Departamento de La Laja, Departamento de Nacimiento y Departamento de Mulchén creado con esa ley, ubicados al oriente de la Cordillera de Nahuelbuta.
- se crea la Territorio de Colonización de Angol, integrada por el Departamento de Angol, ubicado al oriente de la Cordillera de Nahuelbuta.

Con la ley del 12 de marzo de 1887, el presidente José Manuel Balmaceda crea la Provincia de Malleco, integrada por el Departamento de Angol, Departamento de Collipulli y Departamento de Traiguén, a partir de la parte norte del Territorio de Colonización de Angol. 
El 30 de diciembre de 1927, con el DFL 8582, se modifican los límites del departamento de Angol, que pasa a depender de la nueva Provincia de Biobío, y está compuesto por los siguientes territorios: 
- del antiguo departamento de Angol y
- del departamento de Collipulli,
- por la antigua subdelegación 6.a Purén, del antiguo departamento de Traiguén, y
- por la parte del antiguo departamento de Nacimiento, que queda al Sur del siguiente límite: la línea de cumbres, desde el origen del río Carampangue hasta el origen del estero de San Miguel; el estero de San Miguel, desde su origen hasta su confluencia con el río Pichipehuén; el río Pichipehuén hasta el deslinde Sur del fundo Casa de los Barros; dicho deslinde, desde el río Pichipehuén, hasta el origen del estero de los Barros; el estero de los Barros, desde su origen hasta su confluencia con el río Esperanza; dicho río hasta su unión con el río Maitenrehue; el río Maitenrehue hasta su unión con el estero Meñir; el estero Meñir hasta su origen: el deslinde Sur del fundo Meñir, desde el origen del estero Meñir hasta el origen del estero Liñeco, y el estero Liñeco, desde su origen hasta su confluencia con el río Vergara.

Con el DFL 8583, se fija los límites comunales del departamento del Angol. 
En 1837, se restituye la Provincia de Malleco.

## Límites
El Departamento de Angol limitaba:
- al norte con el Departamento de Nacimiento.
- al oeste con la Cordillera de Nahuelbuta y el Departamento de Lebu
- al sur con el Departamento de Traiguén
- Al este con el Departamento de Collipulli

Desde 1928 el Departamento de Angol limitaba:
- al norte con el Departamento de Mulchén.
- al oeste con la Cordillera de Nahuelbuta y el Departamento de Arauco
- al sur con el Departamento de Traiguén
- Al este con la Departamento de Mulchén

## Administración
La cabecera del departamento se encontraba en Angol. 
La Ilustre Municipalidad de Angol se encargaba de la administración local del departamento, con sede en Angol, en donde se encontraba la Gobernación Departamental de Angol, y de acuerdo a la ley de 12 de marzo de 1887, se encuentra la Intendencia Provincial de Malleco. 
Con el Decreto de Creación de Municipalidades del 22 de diciembre de 1891, se crean las siguientes municipalidades con sus sedes y cuyos territorios son las subdelegaciones detalladas a continuación:
| Municipalidad Sede | Subdelegaciones   |
| ------------------ | ----------------- |
| Angol              | 1a, Angol         |
| Angol              | 2a, Rucapillán    |
| Angol              | 3a, Mininco       |
| Angol              | 4a, Tijeral       |
| Angol              | 5a, Guaquén       |
| Angol              | 6a, Villa Alegre  |
| Los Sauces         | 7a, Los Sauces    |
| Los Sauces         | 8a, Guadaba       |
| Los Sauces         | 9a, Choque-Choque |

En 1927 con el DFL 8582 se modifica la composición del departamento y con el DFL 8583 se definen las nuevas subdelegaciones y comunas, que entran en vigor el año 1928.

## Subdelegaciones
Después de crear el Departamento de Angol, a partir de la subdelegación 7.ª, Angol del antiguo Departamento de Nacimiento, se estructuró de la siguiente forma:
| Subdelegación   | Distrito       |
| --------------- | -------------- |
| 1ª, Angol       | 1°, el Panteón |
| 1ª, Angol       | 2°, Pellomenco |
| 1ª, Angol       | 3°, Meuco      |
| 2.ª, Huequén    | 1°, el Puente  |
| 2.ª, Huequén    | 2°, el Molino  |
| 2.ª, Huequén    | 3°, Huequén    |
| 3.ª, Chiguaihue | 1°, Chiguaihue |
| 3.ª, Chiguaihue | 2°, Lolenco    |
| 3.ª, Chiguaihue | 3°, Cancura    |
| 4.ª, Tigueral   | 1°, Roblería   |
| 4.ª, Tigueral   | 2°, Huelguaico |
| 4.ª, Tigueral   | 3°, Itraque    |
| 5.ª, Collipulli | 1°. Collipulli |
| 5.ª, Collipulli | 2°, Mariluán   |
| 5.ª, Collipulli | 3°, Perasco    |
| 5.ª, Collipulli | 4°, Curaco     |
| 6.ª, Lumaco     | 1°, Lumaco     |
| 6.ª, Lumaco     | 2°, Lumaco     |
| 7.ª, Purén      | 1°, Purén      |
| 7.ª, Purén      | 2°, Purén      |

Elaborado a partir de: Anuario Estadístico de la República de Chile correspondiente a los años 1870 y 1871, 1871, Imprenta Nacional, Santiago, Chile.
Las subdelegaciones cuyos límites asigna el decreto del 22 de junio de 1887, son las siguientes:
| Subdelegación      | Distrito          |
| ------------------ | ----------------- |
| 1ª, Angol          | 1°, San Francisco |
| 1ª, Angol          | 2°, El Puente     |
| 2.ª, Rucapillán    | 1°, Pellomenco    |
| 2.ª, Rucapillán    | 2°, Panteón Viejo |
| 3.ª, Mininco       | 1°, La Viña       |
| 3.ª, Mininco       | 2°, Roblería      |
| 4.ª, Tigueral†     | 1°, Tigueral      |
| 4.ª, Tigueral†     | 2°, Itraque       |
| 4.ª, Tigueral†     | 3°, Almendro      |
| 5.ª, Huequén       | 1°, Huequén       |
| 5.ª, Huequén       | 2°, Camora        |
| 5.ª, Huequén       | 3°, Lolenco       |
| 6.ª, Villa Alegre  | 1°, Molino        |
| 6.ª, Villa Alegre  | 2°, Cementerio    |
| 7.ª, Los Sauces    | 1°, Juan Trintre  |
| 7.ª, Los Sauces    | 2°, Los Guindos   |
| 8.ª, Guadaba       | 1°, Pivadenco     |
| 8.ª, Guadaba       | 2°, Coyancahuín   |
| 9.ª, Choque-Choque | 1°, Pelehue       |
| 9.ª, Choque-Choque | 2°, Huentraico    |

Elaborado a partir de: Memoria presentada al Supremo Gobierno por la Comisión Central del Censo, 1908, Santiago, Chile.
†subdelegación 4.ª, Tijeral, según DFL 8583

## Comunas y Subdelegaciones (1927)
De acuerdo al DFL 8583 del 30 de diciembre de 1927, en el Departamento de Angol se crean las comunas y subdelegaciones con los siguientes territorios:
- Angol, que comprende las antiguas subdelegaciones 1.a Angol, 2.a Rucapillán, 3.a Mininco, 4.a, Tijeral, 5.a Guaquén y 6.a Villa Alegre, y la parte del antiguo departamento de Nacimiento que queda comprendido dentro de los límites del departamento de Angol.
- Purén, que comprende la antigua subdelegación 8.a Guadaba, y la antigua subdelegación 6.a Purén, del antiguo departamento de Traiguén.
- Sauces, que comprende las antiguas subdelegaciones 7.a Los Sauces y 9.a Choque-Choque.
- Collipulli, que comprende las antiguas subdelegaciones 1.a La Feria, 2.a Estación, 3.a Esperanza, 4.a Ñanco y 5.a Curaco, del antiguo departamento de Collipulli
- Ercilla, que comprende las antiguas subdelegaciones 6.a Ercilla y 7.a Pailahueque, del antiguo departamento de Collipulli.

Así, la Municipalidad de Curaco del Departamento de Collipulli se suprime, pasando a formar parte de la comuna-subdelegación de Collipulli.
En 1937, se restituye el Departamento de Collipulli